# اندیس بلوک B فارسیان
بلوک B فارسیان یک اندیس مصالح ساختمانی است که در حوالی شهر رامیان استان گلستان قرار دارد و مادهٔ معدنی موجود در آن، سنگ آهک است.سنگ میزبان این اندیس سنگ آهک لار است و دیرینگی آن به دوران ژوراسیک بالائی می‌رسد. 